# عين حورس

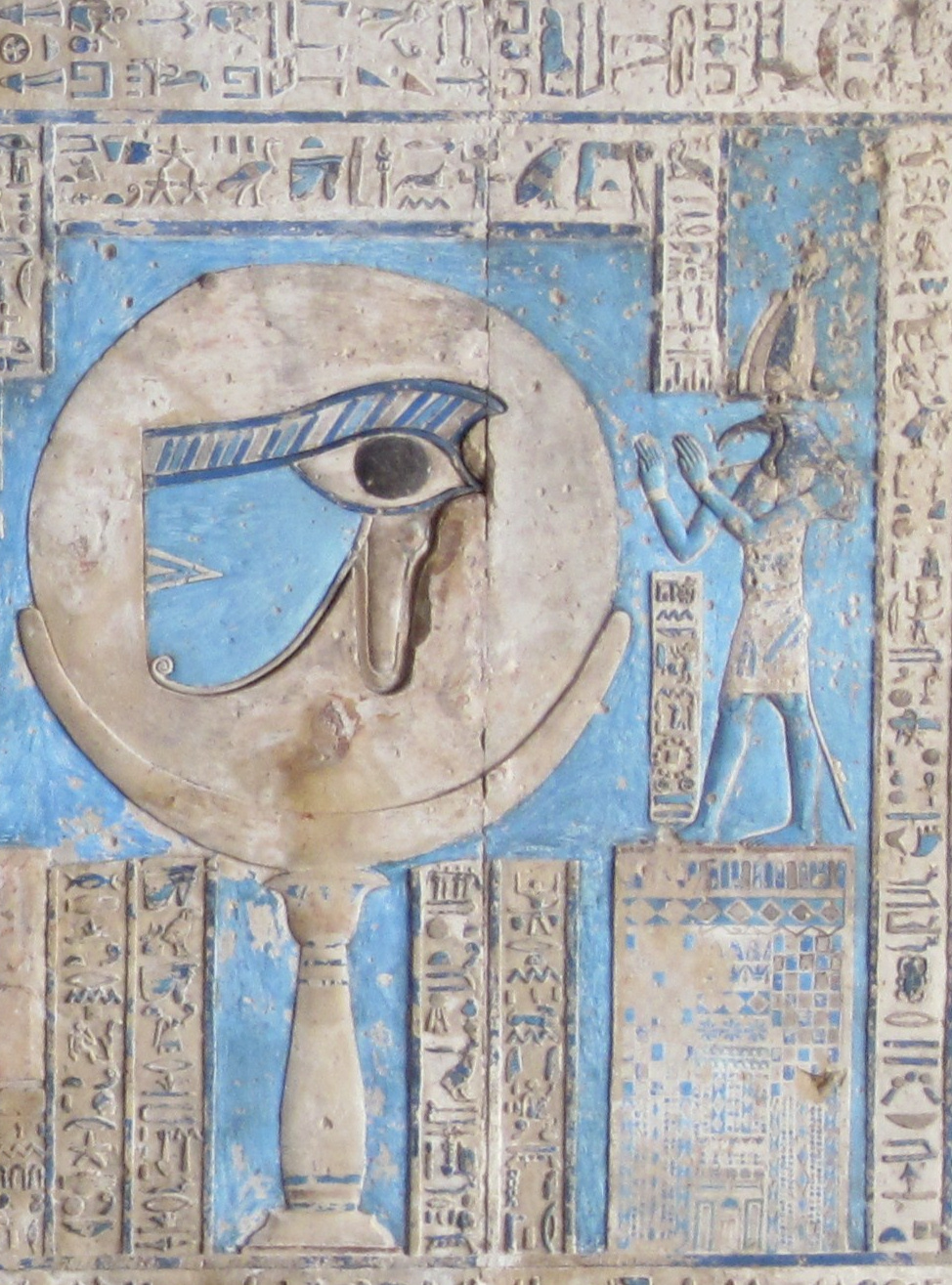
عين حورس، معبد دندرة، مصر

عين حورس (سابقاً عين القمر أو عين رع) بالمصرية القديمة أوجات، هي رمز وشعار مصري قديم ذو خصائص تميمية، يستخدم للحماية من الحسد ومن الأرواح الشريرة ومن الحيوانات الضارة ومن المرض وهي في شكل قلادة يتزين بها الشخص، وتعبر عن القوة الملكية المستمدة من الآلهة حورس أو رع. وتعد رمزاً شمسياً، والذي يجسد النظام والصرامة والوضع المثالي. كانت تلك القلادة توضع أيضا على صدر مومياء فرعون لتحميه في القبر. تفنن الفنان المصري القديم في صناعتها من الذهب وتشكيلها بحيث تحمل صورًا لحورس والإله رع، ورموز الحياة (عنخ) والدوام (جيت)، والصون (صا). والأوجات كانت بمثابة رمز للإشارة إلي الإستقرار الكوني والدولي في عهد الفراعنة.

## علم الأساطير

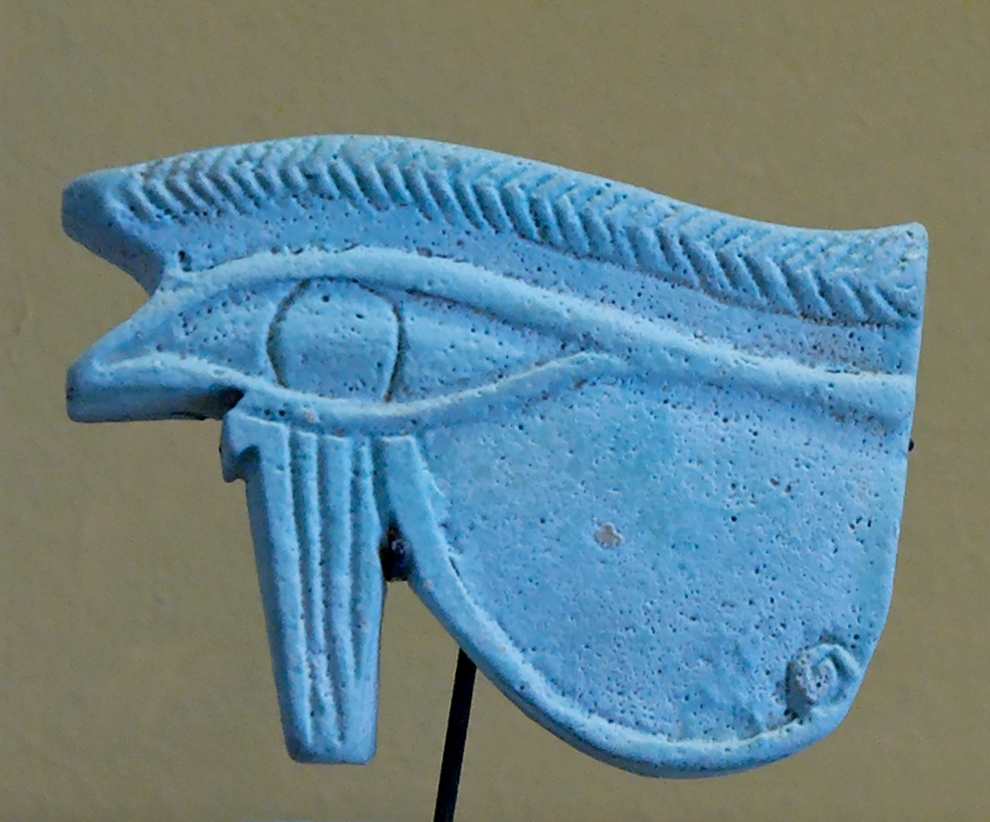
أودجات من الخزف

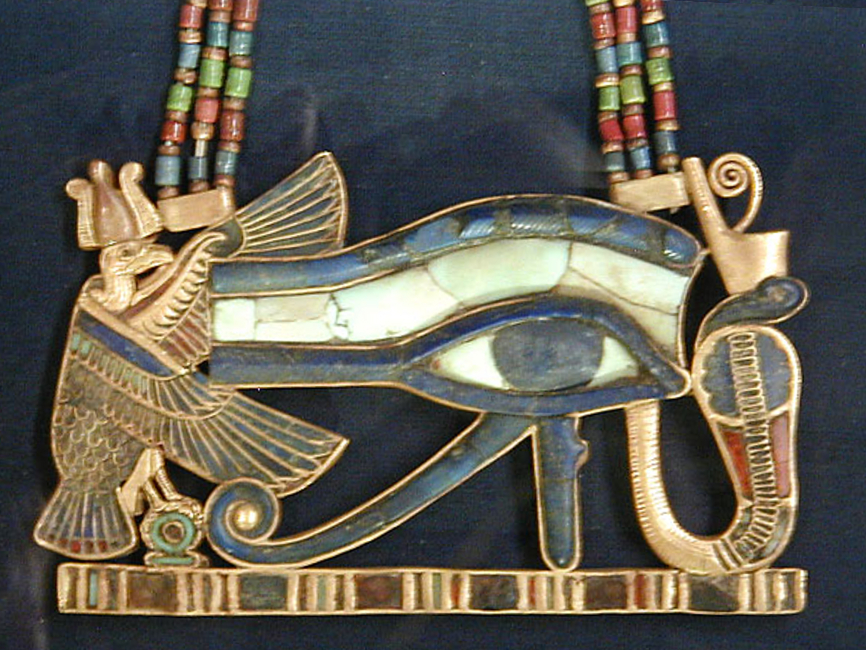
قلادة تحمل عين حورس

في علم الأساطير حورس هو بن الملك أوزوريس الذي قتله أخوه ست. ويمتلك الإله حورس سلسلة من المعارك الضارية ضد عمه ست ولذلك لثأر لمقتل أبيه. وعلى مدار هذه الصراعات، عانى الخصمين عديداً من الإصابات والخسائر الحيوية كتشوه العين اليسري لحورس، ولكن بفضل تدخل اما تحوت أو حتحور، استُبدلت العين المشوهة بالأودجات لكي يستطيع الإله حورس استعاده بصره. هذه العين كانت مميزة وذات خصائص سحرية.

### التعويذة السحرية
استُخدمت عين حورس لأول مرة كتعويذة سحرية عندما وظفها حورس لإستعادة حياة والده أوزوريس. وقد حظيت بشعبية كبيرة في مصر القديمة وقد تم اعتبارها تعويذة في يد أصحاب النفوذ القوية، لأنها تقوي النظر .وتعالج أمراض الرؤية وتقاوم أعراض الحسد وتحمي الموتى. وهي مثل الطِلسم ترمز إلى الصحة والرخاء وعدم فناء الجسد، وكذلك القدرة على إحياء الموتى.
مميزات مطهرة أو منقية:
نصوص الأهرام: إعلان 258، في هرم أوناس.
```
«طُرد شره، قد نُقي بفضل عين حورس»
```

مميزات حامية: كتاب الموتى، الفصل 112.
```
«عين حورس هي حاميتك، أوزوريس إله الغربيين هو حارسك، سيهزم كل أعدائك، وكل أعدائك هم جزء منك»
```

نصوص النواويس، التعويذة رقم 64 ورقم 316.
```
«أحضرت لك عين حورس لكي تبث السعادة إلي قلبك»
«أنا عين حورس المشوهة، والتي فُقدت بطريقة مرعبة»
```

## عين حورس والحساب
استخدم قدماء المصريين نظام حسابي معقد يتمثل في استخدام الكسور في مقاييس المساحات الزراعية والأحجام، ويقوم علي الضرب المتكرر 1/2 (عملية الرفع الحسابية).وتم أخذ رموز الكسور الكبري من الأجزاء التي تشكل الهيروغليفية داخل عين حورس، وكل كسر يرمز له بكتابة هيروغليفية محددة في العين.

القيم الحسابية لعين حورس

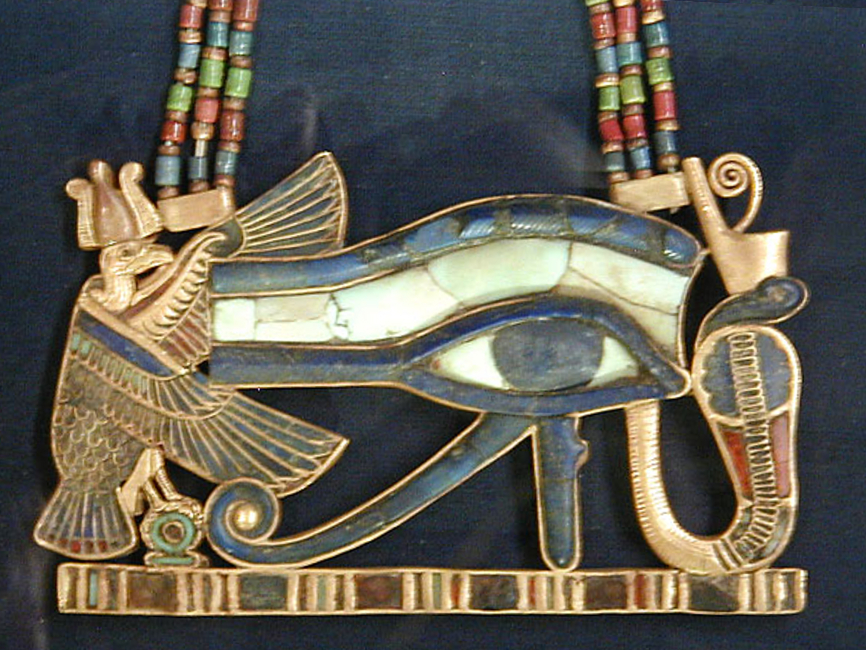
"أوجات"، عين حورس

في نظام عد مصر القديمة، استخدمت عين حورس لتمثيل الكسور على الشكل (1) = 1/2 + 1/4 + 1/8 + 1/16 + 1/32 + 1/64 (أنظر الحساب عند قدماء المصريين).
نظام عد عين حورس عرف الأعداد على أنها مجموع 6 حدود من الكسور الواحدية.
استخدمت أجزاء عين حورس للتعبير في الكتابة عن الكسور الأحادية (أجزاء الواحد) مثل 1/2 و1/4، 1/8... حتى 1/64. (يلاحظ أن مجموع تلك القيم ابلغ 63/64 وليس واحدا بالضبط).
 وعلى الأخص في أجزاء المكاييل الحجمية وتقسيم الغلال وغيرها، فكان مثلا الشوال واسمه بالمصرية القديمة «خار» يعادل أربعة مكاييل من نوع «حقات».
(تعريفات: أنظر الشكل، الرموز هنا هي للعين اليمنى وبذلك تستخدم في الكتابة من اليسار إلى اليمين. أما قدماء المصريين فكانوا يكتبون عادة من اليمين إلى اليسار ويستخدمون في ذلك أجزاء العين اليسرى للرمز لكسور المكاييل):
| D11 |

| D11 |

| D12 |

| D12 |

| D13 |

| D13 |

| D14 |

| D14 |

| D15 |

| D15 |

| D16 |

| D16 |

إذا قمنا بجمع تلك الكسور: 32/64 + 16/64 + 8/64 + 4/64 + 2/64 + 1/64 وجدنا مجموعها 63/64، وأعتقد قدماء المصريين أن الجزء الناقص وهو القيمة 1/64 من نصيب الإله توت الذي علمهم الحساب بحسب معتقداتهم.
استخدم الكاتب في مصر القديمة تلك الرموز في تقسيم المكاييل التي تقاس بها حبوب المحاصيل.
مثال لكتابة الكسور:
| M34 | M33 | S38 | N29 · t | U9 | D11 | D12 | D15 |

 ومعناها [من اليسار إلى اليمين]:
«قمح حقات: 1/2 + 1/4 + 1/32»، (أي كمية  25/32 من الحقة من القمح).
مثال آخر:
| M34 | M33 | S38 | N29 · t | U9 | D11 | D12 | D15 | D15 | D15 |

 ومعناها [من اليسار إلى اليمين]:
«قمح حقات: 1/2 + 1/4 + 1/32 + 1/32 + 1/32»، (أي كمية  27/32 من الحقة من القمح).
- 1 «حقات» يعادل حجم 4,785 لتر.

## معرض صور

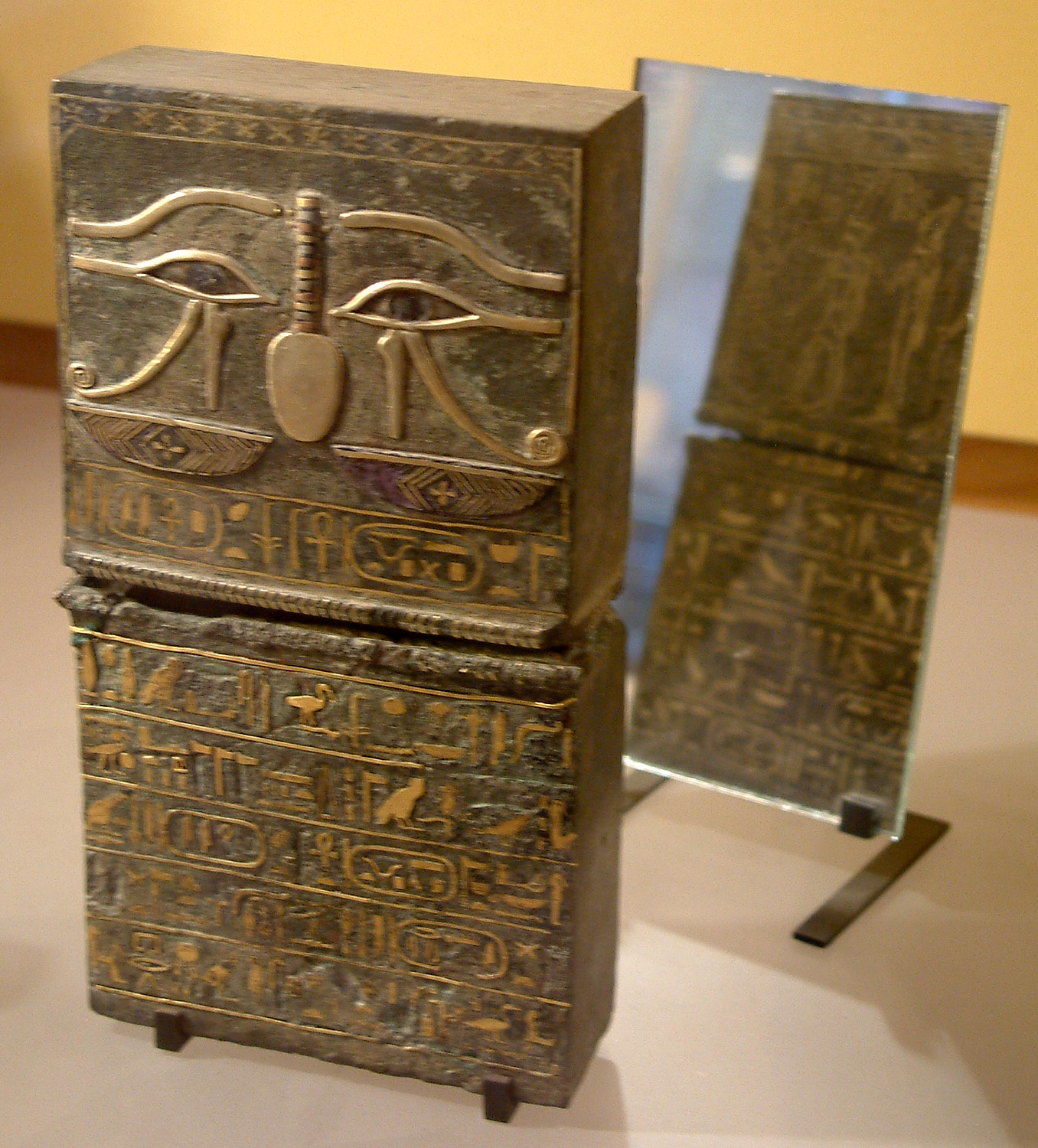
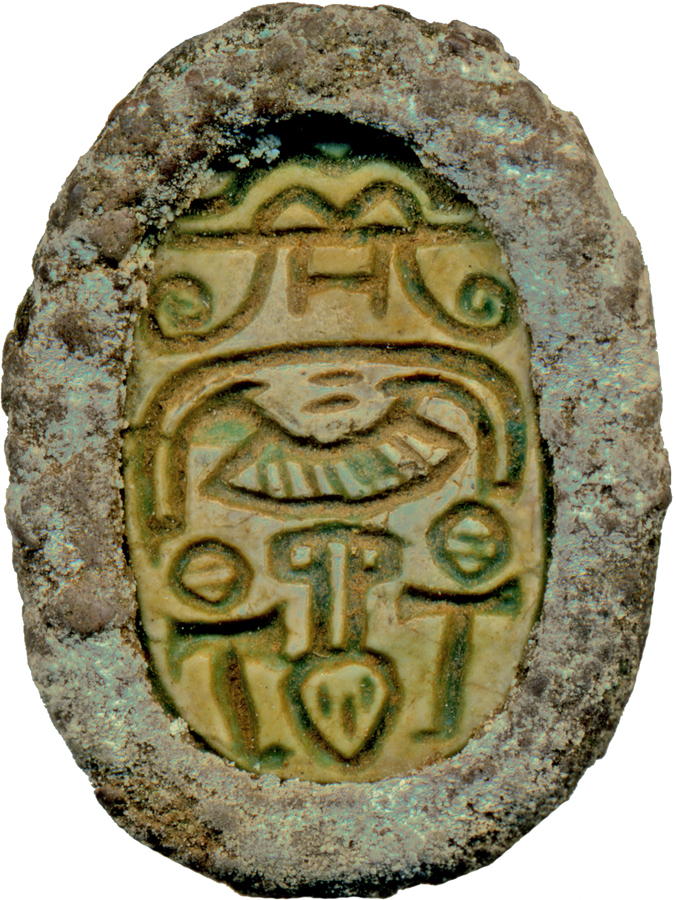
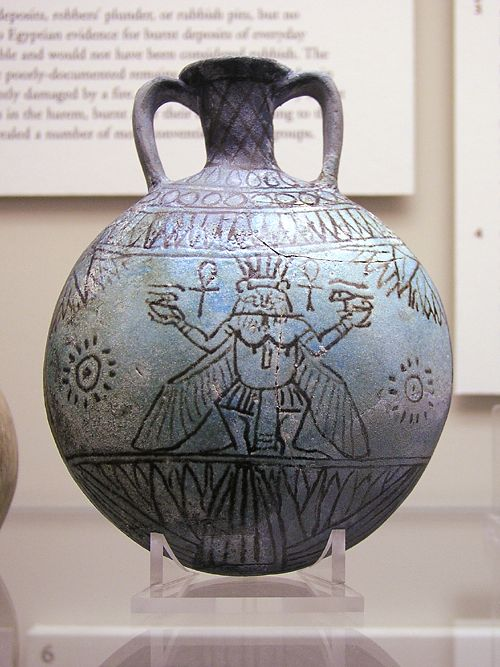
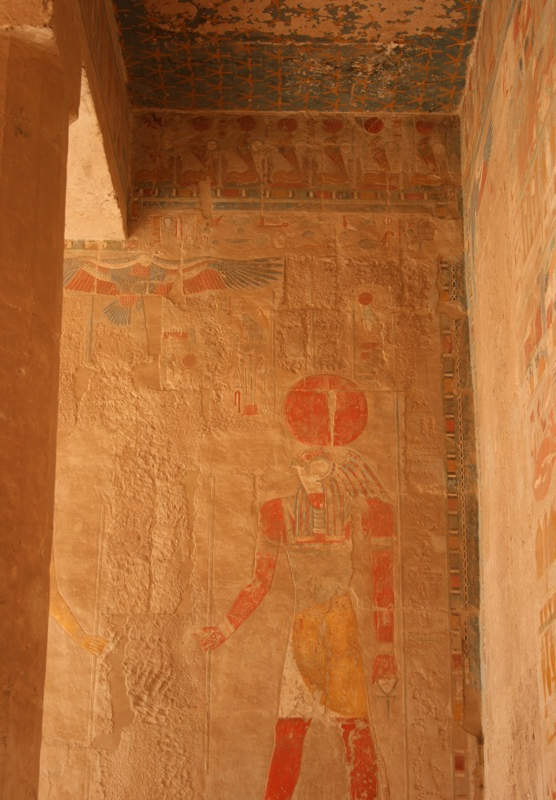
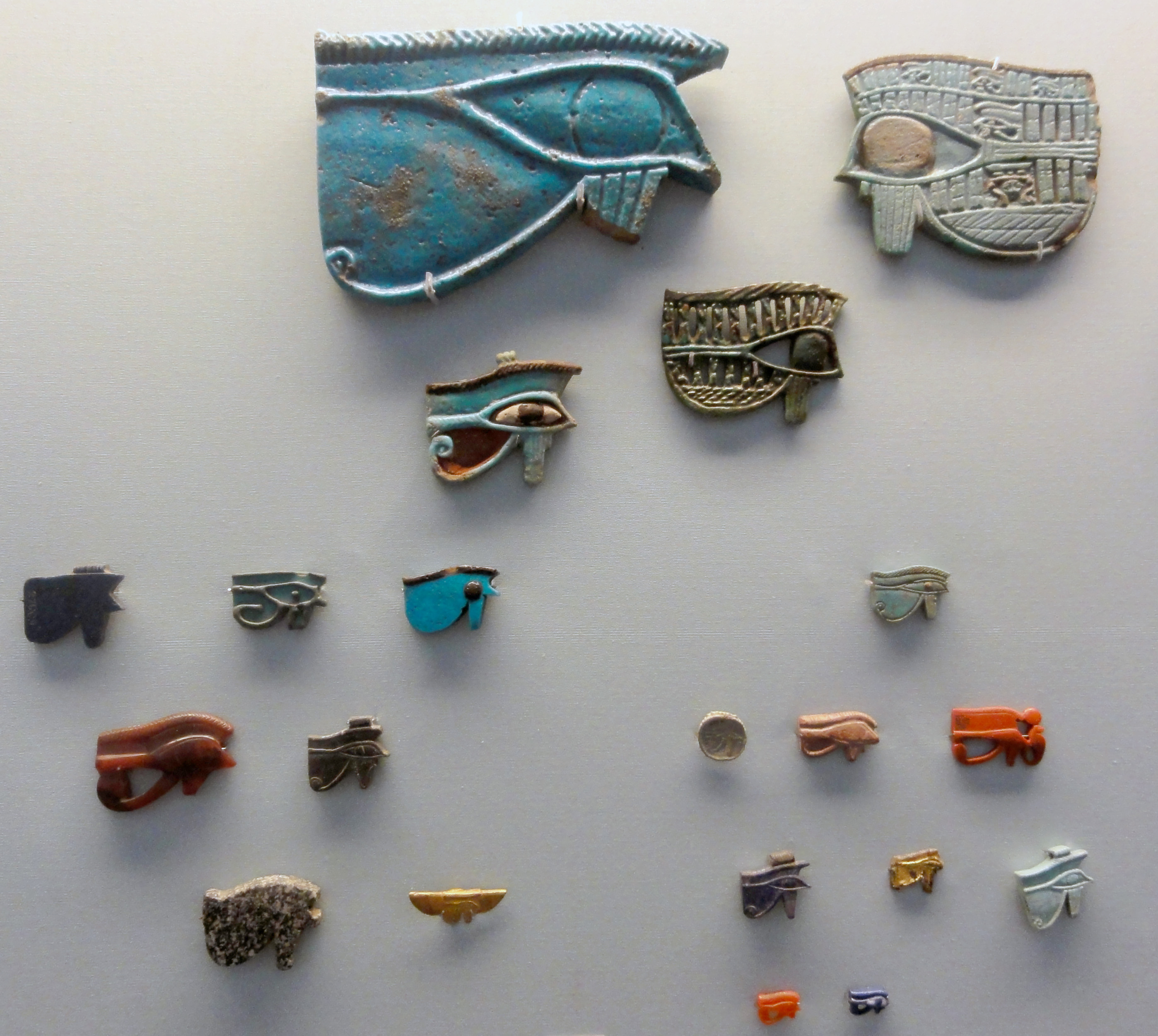